# Carrascosa de la Sierra
Pour les articles homonymes, voir Carrascosa.
Carrascosa de la Sierra est une commune espagnole de la province de Soria en Castille-et-León.